# Bøhmen ved sommer-OL 1900
Bøhmen deltog ved de olympiske sommerlege for første gang i 1900 i Paris i Frankrig, som et uafhængigt hold, selvom landet var en del af Østrig-Ungarn på daværende tidspunkt. Der stillede i alt syv atleter op for Bøhmen.

## Medaljetagere
| Bøhmen under sommer-OL i 1900 i Paris | Bøhmen under sommer-OL i 1900 i Paris | Bøhmen under sommer-OL i 1900 i Paris | Bøhmen under sommer-OL i 1900 i Paris | Bøhmen under sommer-OL i 1900 i Paris |
| Medaljer                              | Atlet                                 | Sport                                 | Disciplin                             | Resultat                              |
| ------------------------------------- | ------------------------------------- | ------------------------------------- | ------------------------------------- | ------------------------------------- |
| Sølv                                  | František Janda-Suk                   | Atletik                               | Diskoskast                            | 35,14 meter                           |
| Bronse                                | Hedwiga Rosenbaumová                  | Tennis                                | Single, damer                         |                                       |

- Hedwiga Rosenbaumová vandt ligeledes en bronzemedalje i et tværnationalt hold med Archibald Warden fra Storbritannien — tennis, mix-double.